# Wahlen zum Repräsentantenhaus der Vereinigten Staaten 1836
Die Wahlen zum Repräsentantenhaus der Vereinigten Staaten 1836 fanden ab dem 4. Juli 1836 statt. Dabei wurden in den Vereinigten Staaten an verschiedenen Wahltagen die Abgeordneten des Repräsentantenhauses gewählt. Die Wahlen waren Teil der allgemeinen Wahlen zum 25. Kongress der Vereinigten Staaten in jenem Jahr, bei denen auch ein Drittel der US-Senatoren gewählt wurden. Gleichzeitig fand auch die Präsidentschaftswahl des Jahres 1836 statt, die der Demokrat Martin Van Buren gewann.
Zum Zeitpunkt der Wahlen bestanden die Vereinigten Staaten aus 26 Bundesstaaten (Arkansas und Michigan waren inzwischen neu hinzugekommen). Die Zahl der zu wählenden Abgeordneten betrug 242. Die Sitzverteilung im Repräsentantenhaus basierte auf der Volkszählung von 1830. Bei den Wahlen verlor die Demokratische Partei 15 Sitze, konnte ihre absolute Mehrheit aber behaupten. Dagegen konnte die United States Whig Party 25 Mandate hinzugewinnen. Die Anti-Masonic Party verlor weitere neun Mandate. Ebenfalls zu den Verlieren zählten die Anhänger der Nullifikation in South Carolina. Sie gaben zwei Mandate ab und stellten nunmehr nur noch sechs Abgeordnete. Gründe für das Wahlergebnis waren unter anderem, dass der noch amtierende demokratische Präsident Andrew Jackson etwas von seiner Popularität eingebüßt hatte. Dabei ging es vor allem um einen Streit mit dem Obersten Gerichtshof und die Frage eines möglichen amerikanischen Eingreifens zu Gunsten der Texaner im Texanischen Unabhängigkeitskrieg, was Jackson verweigerte.
Frauen und Sklaven waren weder wahlberechtigt noch wählbar. In vielen Bundesstaaten waren auch freie Afroamerikaner von der Wahl ausgeschlossen.

## Wahlergebnis
- Demokratische Partei  128  (143) Sitze
- United States Whig Party: 100  (75) Sitze
- Anti-Masonic Party: 7 (16)  Sitze
- Nullifiers:  6 (8) Sitze
- Sonstige (Unabhängiger): 1 (0) (aus Kentucky)

Gesamt: 242
In Klammern sind die Ergebnisse der letzten Wahl zwei Jahre zuvor. Veränderungen im Verlauf der Legislaturperiode, die nicht die Wahlen an sich betreffen, sind bei diesen Zahlen nicht berücksichtigt, werden aber im Artikel über den 25. Kongress im Abschnitt über die Mitglieder des Repräsentantenhauses bei den entsprechenden Namen der Abgeordneten vermerkt. Das Gleiche gilt für Wahlen in Staaten, die erst nach dem Beginn der Legislaturperiode der Union beitraten. Daher kommt es in den Quellen gelegentlich zu unterschiedlichen Angaben, da manchmal Veränderungen während der Legislaturperiode in die Zahlen eingearbeitet wurden und manchmal nicht.